# 何紹正
何紹正（1464年—？），字繼宗，浙江嚴州府淳安縣人，民籍，明朝政治人物。

## 生平
弘治十一年（1498年）戊午科浙江鄉試第四名舉人，弘治十五年（1502年）壬戌科進士，授行人司行人。正德三年（1508年），升任吏科給事中。當時中官廖堂鎮守河南，奏保當地官員數人，并擅自擬定遷調，吏部尚書許進等不敢發難，於是何紹正彈劾。劉瑾不得已責令廖堂自陳，而心中特別憎恨何紹正。同年冬天，何紹正因頒曆導駕失儀而連坐，被施廷杖，謫海州判官。升池州府知府，築銅陵五十餘堤壩以準備旱澇災害。
朱宸濠謀反，進攻安慶。池州府人心惶惶，何紹正登城堅守。宸濠之亂平息后，增俸一級，遷江西參政致仕。池州人為其立祠，與宋朝包拯一同祭祀。

## 家族
曾祖父何憲文；祖父何廷烈，封吏部主事；父何禮，兵部郎中。母宋氏（封安人）。慈侍下。兄绍明。弟绍大。